# Церковь Успения Пресвятой Богородицы (Ногинск)
Церковь Успения Пресвятой Богородицы — приходской храм Богородского благочиния Русской православной церкви в городе Ногинске Московской области.
Храм входит в усадебный комплекс Успенское, включающий в себя также главный дом рубежа XVIII—XIX веков, а также остатки парка. Весь комплекс с 1995 года является объектом культурного наследия федерального значения.
Адрес: Московская область, город Ногинск, улица Клюева, 2.

## История
3 марта 1753 года хозяин села Исады — купец 1-й гильдии Гавриил Клюев (владелец находившегося рядом порохового завода) получил разрешение построить на месте сгоревшей деревянной каменную церковь в честь Успения Пресвятой Богородицы с приделом во имя преподобного Сергия Радонежского. В 1756 году храм был построен и освящён. После этого село стало называться Успенским. Впоследствии село вместе с одноимённой усадьбой вошло в состав города Ногинска.
В первой трети XIX века к храму была пристроена колокольня, а в 1856 году к трапезной пристроили придел во имя Святых Двенадцати Апостолов. Здание церкви представляет собой восьмерик на четверике, на своде которого возведён цилиндрический световой барабан, несущий малый барабан главы. Ограда церкви в виде декоративной решётки была построена в начале XX века архитектором И. М. Васильевым.
Храм работал после Октябрьской революции, но был закрыт в 1930-е годы гонения на церковь. Здание церкви Успения Пресвятой Богородицы было разграблено, в ней открыли клуб, позже разместилось зернохранилище, а затем автогараж.
Возрождение церкви началось в 1990 году, когда храм возвратили верующим. В 1991 году начались восстановительные работы и возобновились богослужения. В 2014 году церковь была освящена.
В настоящее время храм полностью восстановлен. К нему приписаны церкви Благоверного князя Александра Невского в воинской части, часовня Великомученика Георгия Победоносца и часовня Благовещения Пресвятой Богородицы.